# Кондратенко Микола Дмитрович
Мико́ла Дми́трович Кондратенко (* 24 квітня 1934, Вищий Булатець Лубенського району — 3 грудня 2018 року, Одещина) — український перекладач, поет, прозаїк, член Національної Спілки письменників України, Міжнародної Асоціації письменників, лауреат міжнародної літературної премії ім. Фадєєва, член НСПУ.

## Життєпис
Закінчив Ленінградське військове училище та Грузинський політехнічний інститут.
Працював техніком та інженером при будівництві залізниць — на Кавказі, Кубані, в Поволжі та інших теренах України.
1971 року повернувся до України, проживав в місті Стрий.
Автор збірок:
- «Душі осіннє суголосся»,
- «Коли ми були молодими»,
- «Крізь літа»,
- «Моєї осені зірки»,
- «На гостині у циклопа»,
- «Одвічний поєдинок»,
- «Поля мого ужинок»,
- «Про Луку та залізного вовка»,
- «У вирій осінь відлетіла»,
- «Чим серце переповнилось»,
- «Чоловічі сповіді».

Писав твори для дітей:
- «Життя та пригоди Святого Миколая», Львів, 2002
- «І кожна буквочка хвалилась»,
- «Про трьох братів місяців»,
- «Про царівну берізку».

Перекладав з англійської, німецької та російської мов — за що й був відзначений премією ім. Симонова.
На його тексти складено пісні.